# Distretto di Terme
Il distretto di Terme (in turco Terme ilçesi) è uno dei distretti della provincia di Samsun, in Turchia.